# Microregiunea Eger
Microregiunea Eger (în maghiară Egri kistérség) a fost o microregiune statistică (kistérség) din județul Heves, Ungaria.
Cu o populație de 84.142 locuitori și o suprafață de 522,88 km2, aceasta a existat până în 2014, când în Ungaria, microregiunile ”kistérségek” au fost înlocuite de districte (járások).